# Rylee Goodrich
Rylee Erika Goodrich (9 de setembre de 2002-26 de juliol de 2021) va ser una nena estatunidenca que va ser assassinada a trets durant la projecció de The Forever Purge.
Rylee va rebre un tret juntament amb el seu nuvi, Anthony Barajas, qui va morir a l'hospital la setmana següent.